# Sbiba
Sbiba (arabe : سبيبة) est une ville de l'ouest de la Tunisie située dans une faille dans la chaîne montagneuse de la dorsale tunisienne sur l'axe longitudinal El Ksour-Sbeïtla.

## Géographie
Rattachée au gouvernorat de Kasserine, Sbiba constitue une municipalité comptant 6 504 habitants en 2014 et le chef-lieu d'une délégation comptant 42 091 habitants et qui s'étend sur 51 402 hectares.

## Histoire
Établie à 627 mètres d'altitude, Sbiba a joué un rôle défensif dans l'histoire de la Tunisie. Lors de la présence byzantine, sous Justinien au VIe siècle, elle est un maillon majeur dans le dispositif de fortifications de la Byzacène occidentale. Des restes d'une forteresse carrée qui mesurait 41 mètres de côté y sont encore décelables. Pendant la campagne de Tunisie, qui opposait les forces alliées aux troupes du Troisième Reich, elle constitue un puissant verrou qu'il est difficile de faire sauter en 1942.
La ville a été établie à proximité immédiate de l'ancienne cité romaine de Sufès élevée au rang de colonie romaine entre la fin du IIe siècle et le début du IIIe siècle. Quelques ruines romaines subsistent telles celles d'un temple ou des fours métallurgiques. Une grande partie des matériaux ont été réutilisés au VIIe siècle pour la construction de la grande mosquée de Kairouan.

## Économie
Sbiba domine une grande plaine agricole spécialisée dans l'arboriculture fruitière, notamment la culture de la pomme et de la tomate. En effet, la moitié de la production nationale est issue de la délégation de Sbiba qui abrite 40 % des pommeraies du pays. Un festival qui lui est dédié est organisé chaque année dans la deuxième moitié du mois d'août. La région bénéficie d'importantes ressources hydrologiques du fait de sa position en piémont de massifs montagneux culminant à 1 300 mètres d'altitude et de la proximité du barrage de Nebhana.